# Ordinary World
Ordinary World är en låt med det brittiska bandet Duran Duran. Sångaren Simon LeBon sjöng sedan låten ihop med Luciano Pavarotti på en så kallad Warchild-gala till stöd för krigsdrabbade Bosnien och Hercegovina.

## Listplaceringar
| Lista (1992-1993) | Topplacering |
| ----------------- | ------------ |
| Australien        | 18           |
| Frankrike         | 6            |
| Nederländerna     | 16           |
| Norge             | 5            |
| Nya Zeeland       | 3            |
| Schweiz           | 11           |
| Storbritannien    | 9            |
| Sverige           | 2            |
| USA               | 3            |
| Österrike         | 15           |

### Fotnoter
1. ↑  ”Listplacering”. http://australian-charts.com/showitem.asp?interpret=Duran+Duran&titel=Ordinary+World&cat=s. Läst 29 juli 2011.
2. ↑  ”Listplacering”. http://lescharts.com/showitem.asp?interpret=Duran+Duran&titel=Ordinary+World&cat=s. Läst 29 juli 2011.
3. ↑  ”Listplacering”. http://dutchcharts.nl/showitem.asp?interpret=Duran+Duran&titel=Ordinary+World&cat=s. Läst 29 juli 2011.
4. ↑  ”Listplacering”. http://norwegiancharts.com/showitem.asp?interpret=Duran+Duran&titel=Ordinary+World&cat=s. Läst 29 juli 2011.
5. ↑  ”Listplacering”. Arkiverad från originalet den 5 november 2012. https://web.archive.org/web/20121105201140/http://charts.org.nz/showitem.asp?interpret=Duran+Duran&titel=Ordinary+World&cat=s. Läst 29 juli 2011.
6. ↑  ”Listplacering”. http://hitparade.ch/showitem.asp?interpret=Duran+Duran&titel=Ordinary+World&cat=s. Läst 29 juli 2011.
7. ↑  ”Listplacering”. Arkiverad från originalet den 25 maj 2012. https://archive.is/20120525112930/http://www.chartstats.com/release.php?release=20285. Läst 29 juli 2011.
8. ↑  ”Listplacering”. http://swedishcharts.com/showitem.asp?interpret=Duran+Duran&titel=Ordinary+World&cat=s. Läst 29 juli 2011.
9. ↑  ”Listplacering”. http://www.billboard.com/charts/hot-100#/song/duran-duran/ordinary-world/1051054. Läst 29 juli 2011.
10. ↑  ”Listplacering”. http://austriancharts.at/showitem.asp?interpret=Duran+Duran&titel=Ordinary+World&cat=s. Läst 29 juli 2011.